# Liste der Naturschutzgebiete in Rheinland-Pfalz
Die Liste der Naturschutzgebiete in Rheinland-Pfalz listet die 527 (Stand: Juli 2024) als Naturschutzgebiet ausgewiesenen Gebiete in Rheinland-Pfalz auf. Insgesamt nehmen sie ca. 26.500 Hektar ein, was ca. 1,3 % der Landesfläche entspricht. Das jüngste Naturschutzgebiet zum derzeitigen Stand ist das NSG Nauberg.
In allen Landkreisen und den meisten kreisfreien Städten gibt es Naturschutzgebiete, lediglich auf den Gemarkungen der kreisfreien Städte Frankenthal (Pfalz), Ludwigshafen am Rhein, Pirmasens und Speyer sind keine Naturschutzgebiete ausgewiesen.
Nach § 17 des Landesnaturschutzgesetzes aus dem Jahr 2005 können Naturschutzgebiete aus folgenden Gründen eingerichtet werden:
1. zur Erhaltung, Entwicklung oder Wiederherstellung von Biotopen oder Lebensgemeinschaften bestimmter wild lebender Tier- und Pflanzenarten,
2. aus wissenschaftlichen, naturgeschichtlichen oder landeskundlichen Gründen oder
3. wegen ihrer Seltenheit, besonderen Eigenart oder hervorragenden Schönheit

Naturschutzgebiete werden in Rheinland-Pfalz durch Rechtsverordnung der oberen Naturschutzbehörde erlassen. Seit dem 1. Januar 2000 nehmen die Struktur- und Genehmigungsdirektion Nord und die Struktur- und Genehmigungsdirektion Süd die Aufgaben der oberen Naturschutzbehörde wahr. Zuvor waren die Bezirksregierungen der jeweiligen Regierungsbezirke zuständig.

## Übersicht der Listen
Die nachfolgenden Links führen direkt zu den Listen der Naturschutzgebiete in den jeweiligen (Land-)Kreisen und kreisfreien Städten.
| Süden von Rheinland-Pfalz (SGD Süd) | Norden von Rheinland-Pfalz (SGD Nord) |
| --- | --- |
| Liste der Naturschutzgebiete im/in … - Landkreis Alzey-Worms - Landkreis Bad Dürkheim - Donnersbergkreis - Landkreis Germersheim - Landkreis Kaiserslautern - Kaiserslautern - Landkreis Kusel - Landau in der Pfalz - Mainz - Landkreis Mainz-Bingen - Neustadt an der Weinstraße - Rhein-Pfalz-Kreis - Landkreis Südliche Weinstraße - Landkreis Südwestpfalz - Worms - Zweibrücken | Liste der Naturschutzgebiete im/in … - Landkreis Ahrweiler - Landkreis Altenkirchen (Westerwald) - Landkreis Bad Kreuznach - Landkreis Bernkastel-Wittlich - Landkreis Birkenfeld - Landkreis Cochem-Zell - Eifelkreis Bitburg-Prüm - Koblenz - Landkreis Mayen-Koblenz - Landkreis Neuwied - Rhein-Hunsrück-Kreis - Rhein-Lahn-Kreis - Trier - Landkreis Trier-Saarburg - Landkreis Vulkaneifel - Westerwaldkreis |